# Marlena Karwacka
Marlena Karwacka, née le 20 février 1997 à Sławno est une coureuse cycliste polonaise, spécialiste des disciplines du sprint sur piste.

## Palmarès sur piste

### Jeux olympiques
- Tokyo 2020
  - 7e de la vitesse par équipes
  - 23e du keirin
  - 26e de la vitesse individuelle
- Paris 2024
  - 7e de la vitesse par équipes

### Championnats du monde
| Édition / Épreuve              | Vitesse individuelle | Vitesse par équipes |
| Apeldoorn 2018                 |                      | 8e                  |
| Pruszków 2019                  | 31e                  | 10e                 |
| Berlin 2020                    |                      | 7e                  |
| Saint-Quentin-en-Yvelines 2022 | 13e                  | 6e                  |

### Coupe du monde
- 2018-2019
  - 3e de la vitesse par équipes à Cambridge
- 2019-2020
  - 1re de la vitesse par équipes à Brisbane (avec Urszula Łoś)
  - 2e de la vitesse par équipes à Cambridge
  - 2e de la vitesse par équipes à Milton

### Coupe des nations
- 2021
  - 2e de la vitesse par équipes à Cali
- 2023
  - 3e de la vitesse par équipes à Milton
- 2024
  - 3e de la vitesse par équipes à Milton

### Championnats d'Europe
| Épreuve / Édition      | Keirin | Vitesse par équipes          |
| Athènes 2015 (juniors) | Bronze |                              |
| Anadia 2018 (espoirs)  |        | Or (avec Julita Jagodzińska) |
| Anadia 2019 (espoirs)  |        | Or (avec Nikola Sibiak)      |
| Munich 2022            | 8e     | Bronze                       |
| Granges 2023           | 7e     | 5e                           |

### Championnats nationaux
- 2017
  - 2e du keirin
  - 2e de la vitesse
- 2018
  - 2e du keirin
  - 2e de la vitesse
- 2019
  - 2e de la vitesse
  - 3e du keirin
- 2020
  - 2e du 500 mètres
  - 2e de la vitesse
- 2021
  -  Championne de Pologne de vitesse par équipes
- 2022
  -  Championne de Pologne de vitesse par équipes